# Испанска кухня
Испанската кухня се състои от голямо разнообразие от ястия, които са резултат от различия в географията, културата и климата. Тя е силно повлияна от продуктите на моретата, заобикалящи страната и отразява дълбоките средиземноморски корени на страната. Дългата история на Испания с различни културни влияния е довела до уникална кухня с буквално хиляди рецепти и вкусове, характерни за Средиземноморската кухня.

## Основни съставки на испанската кухня
Значителна част от испанската кухня произхожда от еврейските и мавърските традиции. Маврите имат силно влияние в Испания в продължение на много столетия и някои техни ястия се ядат в Испания и в наши дни. Но и свинското месо е много популярно и в продължение на векове яденето на свинско е било също и показване на християнския етнос или лимпиеса де сангре, тъй като то не е употребявано за храна от евреите и мюсюлманите. Няколко местни хранителни продукти от Северна и Южна Америка са донесени в Европа през Испания и един съвременен испански готвач не може без картофи, домати, чушки или боб. Те са някои от основните влияния, които отличават испанската кухня от средиземноморската, с която тя има много общи похвати и храни.
Съществена съставка в истинското испанско готварство е зехтинът, тъй като Испания произвежда 44% от маслините в света.
Ежедневните ястия, ядени от испанците в много области, все още много често се приготвят по традиция ръчно, от пресни съставки, купувани всеки ден на пазара. Тази практика се среща по-често в селските райони и по-рядко в големите градски райони като Мадрид, където супермаркетите започват да изместват откритите пазари. Но дори и в Мадрид храна може да се купи от кварталните магазинчета, хляб от „панадерията“, месо от „карнисерията“ и т.н.
Популярен обичай при ядене в заведение е да се сервират „тапас“ (мезета) с питие (херес, вино, бира и др.). На някои места като Гранада тапас се предлагат безплатно с питието и поради това са станали много известни. Трябва да се отбележи, че почти всеки тапас-бар сервира нещо за ядене безплатно при поръчване на питие.
Традиционно известно е „чуро“ с чаша гъст топъл шоколад, в който да се топи чурото. „Чурериите“ или заведенията, които сервират чурос се срещат навсякъде.
Както в много страни, кухните в различните райони на Испания се различават чувствително, въпреки че всички имат определени общи черти като:
- Използване на зехтин за мазнина при готвене, а също така и суров.
- Използването на софрито (доматен сос) като начало за приготвянето на много ястия.
- Използването на чесън и лук като основни овкусители.
- Обичаят да се пие вино с яденето.
- Сервирането на хляб с повечето ястия.
- Яденето на салати, особено през лятото.
- Яденето на парче плод или млечен продукт за десерт. Десерти като торти и други сладкиши обикновено се използват при специални поводи.

## Типични ястия
Сред множеството рецепти, които съставят различните кухни в Испания, няколко могат да се разглеждат като общи за всички или почти всички райони на Испания, въпреки че за някои от тях се знае, че произлизат от конкретни места и те се свързват с тези места. Примери са картофената тортиля, гаспачо, паеля, яхнии, мигас, наденици (ембутидо, чорисо, морсиля), хамон серано и сирена. Има също много ястия с боб, нахут, леща, зелен боб. Супите са в много регионални варианти. Хлябът, който има много форми и различни разновидности във всеки регион. Регионалните различия не са толкова големи при испанските торти и десерти: флан, кремове, мляко с ориз („ароз кон лече“), торихас, чурос и мадленки са най-представителните примери. Други са:
- Ароз а Ла Кубана
- Косидо (вид яхния от месо и нахут)
- Чорисо (пикантна наденица)
- Чулетиляс (агнешки пържоли на скара)
- Гаспачо (студена супа от домати и други зеленчуци с кротони)
- Фабада астуриана (боб яхния)
- Хамон серано (cured ham)
- Лечасо асадо (агнешко печено)
- Марискос (морски дарове)
- Паеля (ориз с шафран, зеленчуци и месо)
- Пескаито фрито, маринована панирана пържена риба, типична за Малага и западна Андалусия
- Тортиля де пататас испанска тортиля с яйца и картофи
- Турон, десерт с бадеми и мед, типичен за Коледа
- Тортас де асейте от Севиля, тестяно изделие със зехтин
- Каламари (пържени калмари)